# Пшистайнь
Пшистайнь (пол. Przystajń) — село в Польщі, у гміні Пшистайнь Клобуцького повіту Сілезького воєводства.
Населення — 2361 особа (2011).
У 1975-1998 роках село належало до Ченстоховського воєводства.

## Демографія
Демографічна структура станом на 31 березня 2011 року:
|          | Загалом | Допрацездатний вік | Працездатний вік | Постпрацездатний вік |
| -------- | ------- | ------------------ | ---------------- | -------------------- |
| Чоловіки | 1164    | 240                | 811              | 113                  |
| Жінки    | 1197    | 222                | 714              | 261                  |
| Разом    | 2361    | 462                | 1525             | 374                  |